# Arquebisbat de Narbona

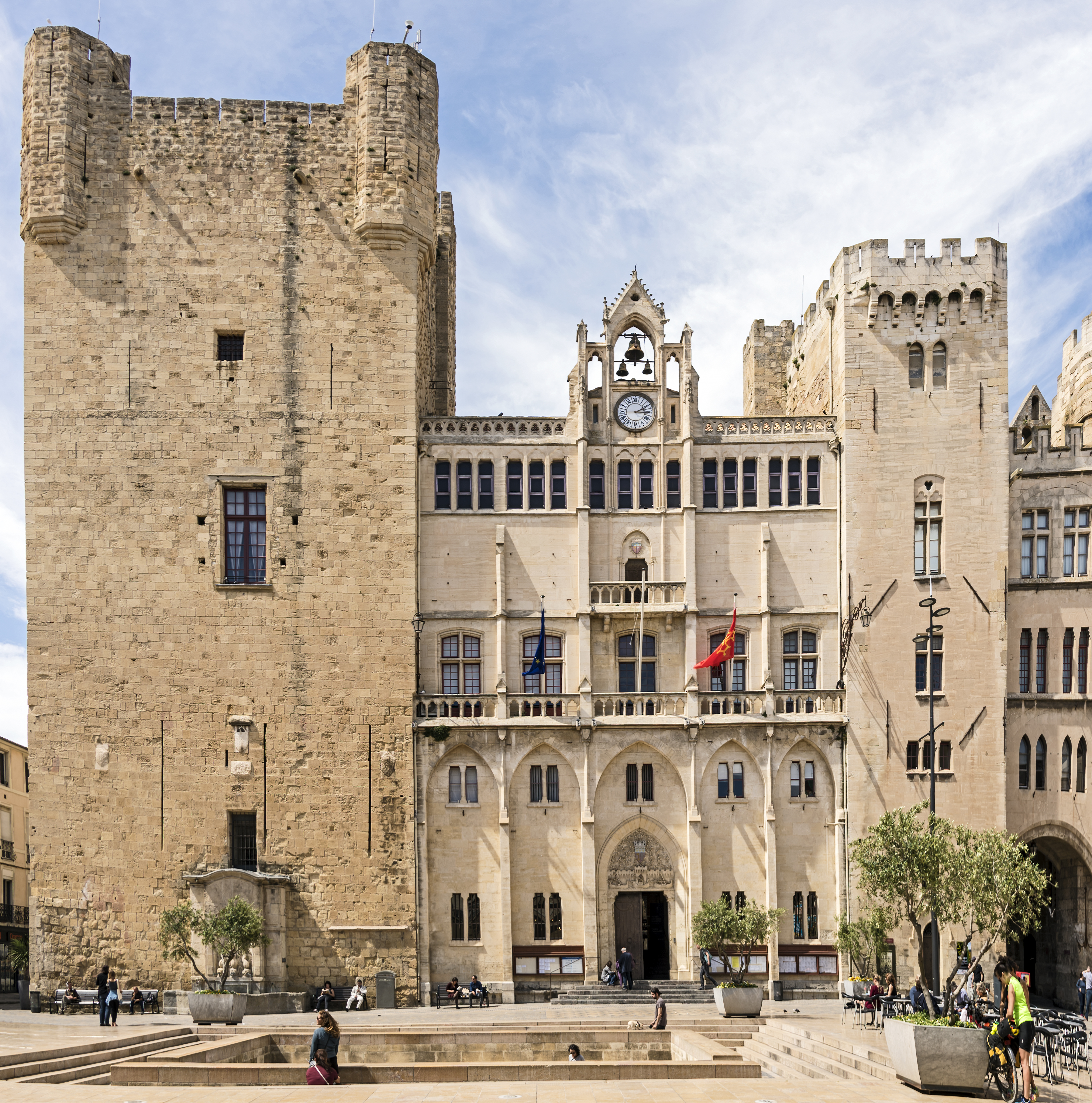
L'antic palau dels arquebisbes de Narbona.

L'arquebisbat de Narbona va ser una antiga demarcació de l'església catòlica que tenia com a cap la ciutat de Narbona. Va sorgir al segle v, quan Narbona fou erigida en metròpoli de les regions de la Gàl·lia sotmeses als visigots, i va incloure també Tolosa de Llenguadoc fins després de la batalla de Vouillé (507).

## Territori
A la vigília de la Revolució francesa, l'arxidiòcesi de Narbona limitava al nord amb les diòcesis de Saint-Papoul, de Carcassona, de Lavaur i de Saint-Pons; a l'est, amb la de Besiers; al sud, amb les de Perpinya i d'Alet ; i, a l'oest, amb la de Mirepoix.
Estava estava dividit en sis arxiprestats : Razès, Termenois, Roquefort, Montbrun, Minervois i Narbonnais.

## Història
Segons una antiga tradició, ja testificada a l'època de Gregori de Tours (finals del segle vi), l'església de Narbona es va fundar a mitjans del segle iii per sant Pau de Narbona, evangelitzador de la regió. Només més tard, al voltant del segle ix, es va qualificar com a deixeble dels apòstols i es va identificar amb el procònsol Sergi Pau del que es parla al llibre dels Fets dels Apòstols
El primer bisbe històricament documentat és Hilari, esmentat en algunes cartes papals entre el 417 i el 422. Una gran figura episcopal dels primers segles va ser sant Rústic, que va governar l'església de Narbona durant més de trenta anys; a ell li devem la reconstrucció de la catedral, destruïda per un incendi l'any 441, en la què va ser enterrat.
Al segle vi l'arxidiòcesi va donar porcions de terra a favor de l'erecció de les diòcesis d'Elna i Carcassona.
Narbona va ser la seu metropolitana de la Gàl·lia Narbonesa i una província eclesiàstica testificada des del segle vi. No obstant això, a causa dels esdeveniments polítics i militars que van convulsionar el Llenguadoc a la caiguda de l'Imperi Romà, en teoria la província eclesiàstica coincidia amb el Narbonesa I. Quan el francs van arrencar la Septimània als sarraïns (759), van restaurar l'original seu metropolitana, constituïda pels bisbats d'Elna, Carcassona, Besiers, Lodeva, Agde, Maguelona, Nimes, Tolosa i Usès. Després de les conquestes de Carlemany i Lluís el Piadós, algunes diòcesis ibèriques van entrar a la província eclesiàstica de Narbona, que va aconseguir el seu punt màxim així amb l'addició de les diòcesis d'Urgell, Girona, Barcelona i Vic. Aquesta situació va durar fins a la primera meitat del segle xii, quan la província eclesiàstica va tornar a la situació anterior, després de la conquesta de Tarragona.
La catedral carolíngia, dedicada a dos sants d'origen hispànic, sants Just i Pastor, va ser reconstruïda pel bisbe sant Teodard a la segona meitat del segle ix i totalment reconstruïda a partir del segle xiii.
Dos arquebisbes de Narbona van esdevenir papa: Guiu Folc ((Climent IV) i Giulio di Medici, (Climent VII).
Entre els segles xiii i xiv la província eclesiàstica va ssubir importants canvis. El 1295 es va erigir la diòcesi de Pàmies, que va ser sufragània de Narbona fins al 1317. Aquell any s'erigí la diòcesi de Limós, amb territori pres de la de Narbona, però va ser molt efímera i ja va ser abolida al febrer de 1318. També en 1317, per combatre millor l'heretgia càtara, Tolosa va ser elevada al rang d'arxidiòcesi metropolitana i del seu territori es van elaborar tants com 6 diòcesis sufragànies. Per compensar la pèrdua de Tolosa i Pàmies, el 1318 Narbona va donar porcions de territori a favor de l'erecció de les diòcesis d'Alet i Sant Ponç deTomeres, que esdevingueren les seves sufragànies. Finalment, en 1694 també la nova diòcesi d'Alès va entrar a la província eclesiàstica de Narbona, que, en el moment de l'esclat de la Revolució Francesa, comprenia 11 sufragànies: Elna, Carcassona, Besiers, Lodeva, Agde, Montpeller (l'antiga Magalona), Nimes, Alet, Alès, Sant Ponç de Tomeres i Usès.
Seguint el concordat, amb la butlla Qui Christi Domini del Papa Pius VII del 29 de novembre de 1801 es va suprimir l'arxidiòcesi, juntament amb 6 de les seves sufragànies; la major part del seu territori es va incorporar al de la diòcesi de Carcassona, mentre que una part més petita es va convertir en part de la diòcesi de Montpeller.
Al juny de 1817 es va signar un nou concordat entre la Santa Seu i el govern francès, seguit el 27 de juliol per la butlla Commissa divinitus, amb la qual el Papa va restaurar la seu metropolitana de Narbona. No obstant això, atès que l'acord no va entrar en vigor, ja que no va ser ratificat pel Parlament de París, aquesta erecció no va tenir efecte. L'arxidiòcesi mai no va ser restaurada. A partir de 1822, els arquebisbes de Tolosa van tenir el privilegi d'afegir al seu títol als arquebisbes de Narbona.

## Cronologia episcopal

### Bisbes metropolitans de Narbona
- Sant Pau de Narbona, vers 251.
- Esteve, segle iii.[3]
- Gavidius, † (citat el 359)[4]
- Hilari † (inicis de 417 - final de 422)
- Sant Rústic † (9 d'octubre de 427 - 26 d'octubre de 461 mort)[5]
- Hermes † (citat el 462)
- Caprari† (citat el 506)
- Aquilí, vers 560.[6]
- Migeci (Migetius) o Megaci † (inicis de 589 - final de 597)
- Sergius † (citat el 610)
- Selva † (inicis de 633 - final de 638)
- Argebaud † (citat el 673 aproximadament)
- Sunifred † (inicis de 683 - final de 688)
- Arribert † (citat el 768/769)[7][3]

### Llista d'arquebisbes de Narbona com a metropolitans de territoris catalans (Gòtia)
- Daniel † (inicis de d'abril de 769 - final de 788 o 791)
- Nebridi † (inicis de 799 - final de 824) (primer metropolità testimoniat).[8]
- Bartomeu vers 822 - 844 (deposat nominalment el 835)
- Berari † (vers 842 - final de 844 o 845)
- Frèdol † (inicis del'852 - inicis de d'abril de 873 mort)
- Sigebod † (inicis de setembre de 873 - 885 mort)
- Teodard (Sant Audard) † (15 d'agost de 885 - 1 de maig de 893 mort)
- Arnust † (inicis d'agost de 896 - juny de 912 mort) (assassinat en territori català)
- Gerard.[9]
- Agi[10] † (914 - final de 924)
- Eimeric de Narbona † (vers 927 - inicis de juny de 977 mort)
- Ermengol 977 - † (juny de 977 - final de 1016) (fill de Matfred, vescomte de Narbona, i de Riquilda de Barcelona)
- Guifré de Cerdanya † (6 d'octubre de 1019 consagrat - 1079 mort) (fill del comte Guifré II de Cerdanya)
  - Pere Berenguer 1079-1086 (usurpador, fill del vescomte Berenguer I de Narbona i de Garsinda de Besalú)[11]
- Dalmau † (setembre de 1081 - 17 de gener de 1097 mort) (candidat del papa des de 1079, imposat el 1086)
- Bertran de Montredon † (gener de 1097 - finals de d'abril de 1106 mort)
- Ricard de Millau 15 de novembre de 1106- 15 de febrer de 1121, mort(cardenal i legat papal)
- Arnau de Leveson (Arnaud de Lévezou) † (16 d'abril de o 17 de maig[12] 1121 - 30 de setembre de 1149 mort)
- Pere d'Andusa 1150 - 1156 (fill del senyor d'Andusa)
- Berengar † (20 de juliol de 1156 consagrat - 7 d'abril de 1162 mort)
- Pons d'Arce (Pons d'Arsac) 1162- 15 de febrer de 1181 (arxidiaca de Narbona)
- Bernard Gaucelin 16 de maig de 1182-8 d'abril de 1191 (de la nissaga de senyors de Lunel, bisbe de Besiers 1167-1182)
- Guillem Berenguer de Barcelona † (22 de juliol de 1191 - 11 d'agost de 1211 mort)
- Arnau Amalric, O.Cist. † (12 de març de 1212 - 29 de setembre de 1225 mort)
- Pere Amiel † (inicis de març de 1226 - 20 de maig de 1245 mort)
- Guillem de la Broue† (28 de maig de 1245 - 25 de juliol de 1257 mort)
- Jaume † (inicis de d'agost de 1258 - octubre de 1259, mort)
- Guiu Folc (Sant Gèli, 23 de novembre de 119? - Viterbo, 29 de novembre de 1268) (1259-1261, cardenal el 1261 i després papa amb el nom de Climent IV (1265-1268)
- Maurin † (24 d'abril de 1263 - 24 de juliol de 1272, mort)
- Pere de Montbrun † (octubre de 1272 - 3 de juny de 1286, mort)
- Gèli Aicelin de Montagut (25 de novembre de 1290 - 5 de maig de 1311, nomenat arquebisbe de Rouen)

### Llista d'arquebisbes de Narbona fins a la Revolució Francesa
- Bernard de Fargis † (5 de maig de 1311 - juliol de 1341 mort)
- Gausbert du Val † (1 d'octubre de 1341 - 1 de gener de 1347 mort) (Cambrer dels papes Joan XXII, Benet XII i Climent VI, abans bisbe de Marsella i bisbe d'Arle.)
- Pierre de la Montre, O.S.B.Clun. † (10 de gener de 1347 - 27 d'agost de 1375 nomenat arquebisbe de Rouen)
- Jean Roger † (27 d'agost de 1375 - setembre de 1391 mort)
- François de Conzié † (19 de setembre de 1391 - 31 de desembre de 1432 mort), oncle del cardenal i arquebisbe d'Arle, Louis Aleman
  - Francesco Condulmer † (1433 - 5 de novembre de 1436 renuncià) (administrador apostòlic)
- Jean d'Harcourt † (5 de novembre de 1436 - 10 de desembre de 1451 nomenat patriarca d'Alexandria)
- Louis d'Harcourt † (10 de desembre de 1451 - 18 de gener de 1460 nomenat patriarca de Jerusalem i bisbe de Bayeux)
- Antoine du Bec-Crespin † (18 de gener de 1460 - 15 d'octubre de 1472 mort)
- Renaud de Bourbon † (16 de desembre de 1472 - 7 de juny de 1482 mort)
  - Georges d'Amboise † (18 de juny de 1482 - 17 de desembre de 1484 nomenat bisbe de Montauban) (bisbe electe)[13]
- François Hallé † (19 de juliol de 1482 - 23 de febrer de 1492 mort)
- Georges d'Amboise † (2 de desembre de ? 1492[14] - 21 d'abril de 1494 nomenat arquebisbe de Rouen)
- Pierre d'Abzac † (21 d'abril de 1494 - 23 de maig de 1502 mort)
- François Guillaume de Castelnau-Clermont-Ludève † (22 de juny de 1502 - 4 de juliol de 1507 nomenat arquebisbe d'Aush)[15]
- Guillaume Briçonnet † (15 de juliol de 1507 - 14 de desembre de 1514 mort)
- Juli de Medicis † (14 de febrer de 1515 - 19 de novembre de 1523 elegit papa amb el nom de Climent VII)
  - Jean de Lorena † (11 de gener de 1524 - 9 de maig de 1550 mort) (administrador apostòlic)
  - Hipòlit II d'Este † (27 de juny de 1550 - 22 d'abril de 1551 renuncià) (administrador apostòlic), conegut com el cardenal de Ferrara
  - François de Tournon † (22 d'abril de 1551 - 11 de maig de 1551 renuncià) (administrador apostòlic)[16]
  - Francesco Pisani † (11 de maig de 1551 - 8 d'octubre de 1563 renuncià) (administrador apostòlic)
  - Hipolit II d'Este † (8 d'octubre de 1563 - 2 de desembre de 1572 mort) (administrador apostòlic, Segona vegada)
- Simon Vigor † (10 de desembre de 1572 - 1 de novembre de 1575 mort)
  - Sede vacante (1575-1581)
- François de Joyeuse † (20 d'octubre de 1581 - 4 de novembre de 1588 nomenat arquebisbe de Tolosa)
- Raymond Cavalésy, O.P. † (3 d'octubre de 1588 - 22 d'agost de 1594 mort)
  - Sede vacante (1594-1600)
- Louis de Vervins, O.P. † (17 de juliol de 1600 - 8 de febrer de 1628 mort)
- Claude de Rebé † (8 de febrer de 1628 - 17 de març de 1659 mort)
- François Fouquet † (17 de març de 1659 - 19 d'octubre de 1673 mort)
- Piero Bonsi † (12 de març de 1674 - 11 de juliol de 1703 mort)[17]
- Charles Legoux de La Berchère † (12 de novembre de 1703 - 2 de juny de 1719 mort)
- René-François de Beauvau du Rivau † (28 de maig de 1721 - 4 d'agost de 1739 mort)
- Jean-Louis de Berton de Crillon † (14 de desembre de 1739 - 5 de març de 1751 mort)
- Charles-Antoine de la Roche-Aymon † (18 de desembre de 1752 - 24 de gener de 1763 nomenat arquebisbe de Reims)[18]
- Arthur Richard de Dillon † (21 de març de 1763 - 5 de juliol de 1806 mort)[19]
  - Seu suprimida
- Guillaume Beseaucèle, bisbe constitucional de l'Aude, només va residir uns mesos a Narbona, i després es va establir a Carcassona.